# Park City (Montana)
Park City – jednostka osadnicza w Stanach Zjednoczonych, w stanie Montana, w hrabstwie Stillwater.